# Stjärneborg (roman)
Stjärneborg är Alexandra Coelho Ahndorils debutroman från 2003. Boken beskriver Tycho Brahes liv, främst hans privatliv och inre tankar mer än hans gärning som vetenskapsman.  

## Handling
Boken centrerar kring Tycho Brahes relation till sin livskamrat Kirsten och till deras barn.
Enligt boken kunde Tycho inte gifta sig med den ofrälse Kirsten eftersom Brahe-familjen då skulle dra in sitt finansiella stöd. Tycho Brahe beskrivs som en man som plågas av samvetskval för att han väljer pengarna istället för sin kvinnas heder. Han plågas också av samvetskval för den våldtäkt på en bondflicka som han tvingades av sin far att utföra som tonåring. Brahes relation till Vens bönder beskrivs också som problematisk eftersom de föraktar att borgherren lever i synd. Han besvarar deras förakt med brutalitet och godtyckliga bestraffningar.
Bokens handling sträcker sig från 1580-talet då Brahe låter uppföra observatoriet Stjärneborg på Ven. I början har han kungens, Fredrik II, stöd. Brahe har fått Ven som förläning i gengäld mot att han underhåller Kullens fyr och det kungliga gravkapellet i Roskilde. Boken beskriver hur Brahes astronomiska forskning får honom att missköta sina åligganden. När kungen dör, får Brahe fortsatt stöd av sin gamle lärare Branting. När även denne dör har han inga mäktiga vänner kvar vid hovet utan tvingas lämna Ven år 1597.

## Priser och utmärkelser
- Katapultpriset 2004

### Recensioner i pressen
- Svenska Dagbladet
- Upsala Nya Tidning